# Relaciones México-República Árabe Saharaui Democrática
México reconoció y estableció relaciones diplomáticas con la República Saharaui en 1979.

## Historia

### Breve historia del Sáhara Occidental
Tanto México como el Sahara Occidental formaron parte del Imperio español. Desde 1884, España reclamó la tierra del Sáhara Occidental (también conocida como Sáhara Español) y lo administró hasta 1975. En noviembre de 1975, España acordó repartir parte del territorio a Marruecos y a Mauritania después de que se acordó en los Acuerdos de Madrid. Ese mismo mes, 350 000 marroquíes y 20 000 soldados marroquíes celebraron la marcha verde en el Sahara español para obligar a España a entregar el territorio en disputa. España pronto se retiró del territorio. En febrero de 1976, el Frente Polisario (un movimiento político del pueblo saharaui) estableció y declaró un gobierno en el exilio en Argelia y nombró a su país a la "República Árabe Saharaui Democrática" (RASD).

### Relaciones diplomáticas

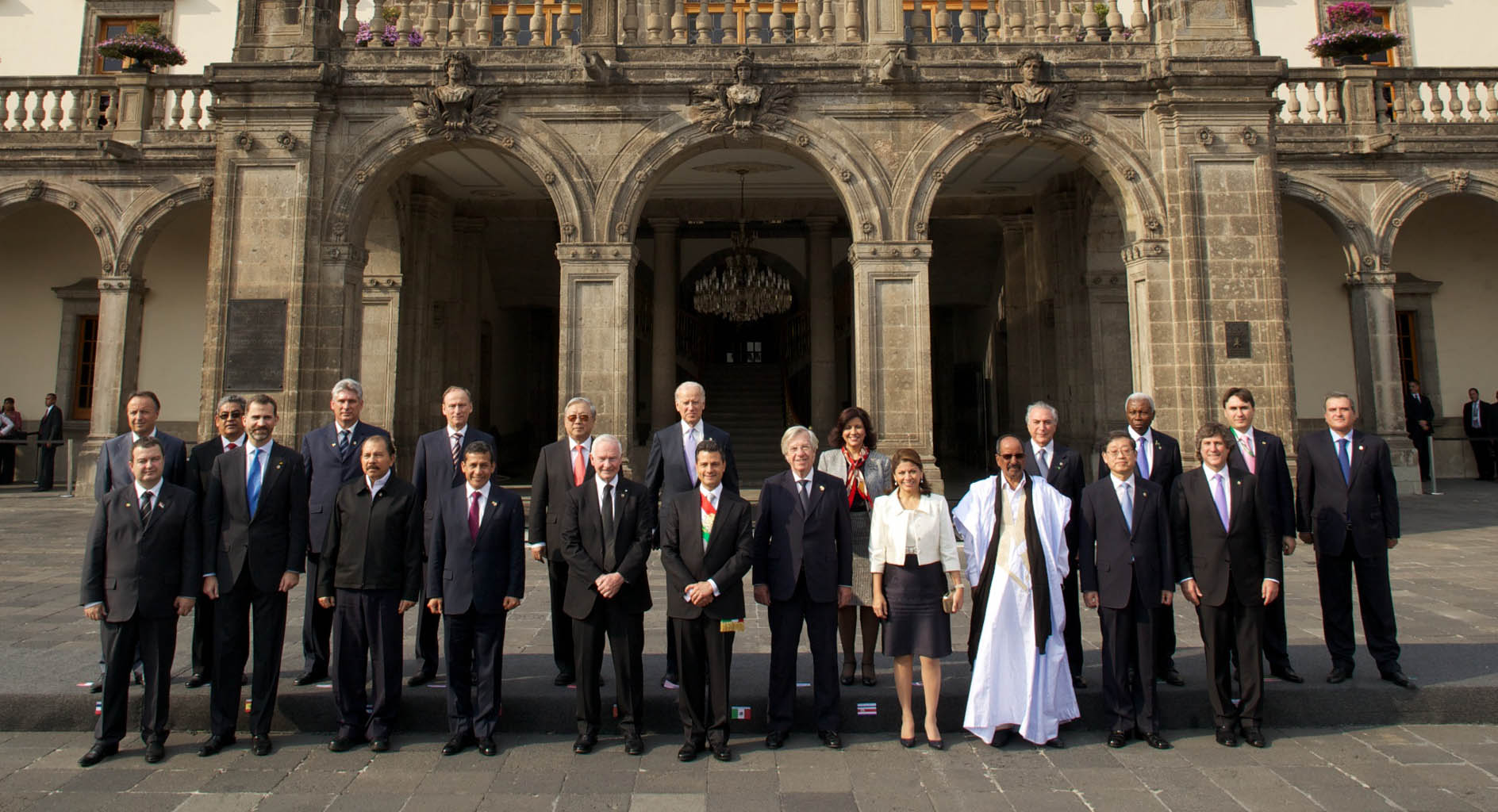
El presidente Mohamed Abdelaziz asistiendo a la toma de posesión del presidente Enrique Peña Nieto; 2012.

En 1975, representantes de la RASD visitaron México para obtener apoyo para la independencia. En 1978, el ministro de Relaciones Exteriores saharaui, Bachir Mustafá Sayed, realizó una visita a México. El 8 de septiembre de 1979, durante la VI Conferencia de las Naciones del Movimiento de Países No Alineados; el secretario de Relaciones Exteriores de México, Jorge Castañeda y Álvarez de la Rosa, declaró que México reconocía a la RASD como un estado dentro de la comunidad internacional. El 24 de octubre de 1979 se establecieron relaciones diplomáticas entre ambas naciones. En 1988, la RASD abrió una oficina diplomática en la Ciudad de México. En 1979, México nombró a su embajador con sede en Argelia (Oscar González) como embajador concurrente a la RASD.
México, como miembro no permanente del Consejo de Seguridad de las Naciones Unidas, votó a favor de la Resolución 1463 del Consejo de Seguridad de las Naciones Unidas en enero de 2003 y de la Resolución 1495 del Consejo de Seguridad de las Naciones Unidas en julio de 2003 para prorrogar el mandato de la Misión de las Naciones Unidas para el Referéndum en el Sáhara Occidental. Cada año desde la década de 1980, la embajada de la RASD en México organiza viajes culturales para que los mexicanos visiten los campamentos de refugiados saharauis en la provincia de Tinduf, en Argelia.
En 2012, México fue el país invitado del Festival Internacional de cine del Sahara.En 2024, ambas naciones celebraron 45 años de relaciones diplomáticas.

### Visitas
En marzo de 2010, una delegación saharaui llegó a México y se reunió con Senadores mexicanos y con la senadora Yeidckol Polevnsky Gurwitz (Vicepresidenta de la Comisión de Relaciones Exteriores del Senado de México África) para discutir la situación en la RASD. Ese mismo mes, el presidente del Senado mexicano, Carlos Navarrete Ruiz, hizo una visita a Argelia y se reunió con el presidente de la RASD, Mohamed Abdelaziz, y viajó a la provincia de Tinduf para visitar el campamentos de refugiados saharauis y acceder a sus necesidades. En septiembre de 2010, el presidente de la RASD, Mohamed Abdelaziz, realizó una visita a México para participar en la celebración del Bicentenario de la Independencia de México. En diciembre de 2012, el presidente Abdelaziz regresó a México para asistir a la toma de posesión del presidente Enrique Peña Nieto.
En marzo de 2013, el ministro de Asuntos Exteriores saharaui, Mohamed Salem Salek, visitó México y se reunió con su homólogo José Antonio Meade en la sede de la Secretaria de Relaciones Exteriores de México. En 2014, una delegación mexicana integrada por la Cámara de Diputados realizó una visita a los campamentos de refugiados saharauis en la provincia de Tindouf, Argelia. Una segunda delegación mexicana visitó los campos de refugiados saharauis en enero de 2017.
En diciembre de 2018, el presidente saharaui Brahim Ghali realizó una visita a México para asistir a la toma de posesión del presidente Andrés Manuel López Obrador. En octubre de 2024, el primer ministro Bucharaya Hamudi Sidina visitó México para asistir a la toma de posesión de la presidenta Claudia Sheinbaum.

## Visitas de alto nivel
Visitas de alto nivel de la RASD a México
- Ministro de Relaciones Exteriores Bachir Mustafa Sayed (1978)
- Presidente Mohamed Abdelaziz (2010, 2012)
- Ministro de Relaciones Exteriores Mohamed Salem Ould Salek (2013)
- Presidente Brahim Gali (2018)
- Primer Ministro Bucharaya Hamudi Sidina (2024)

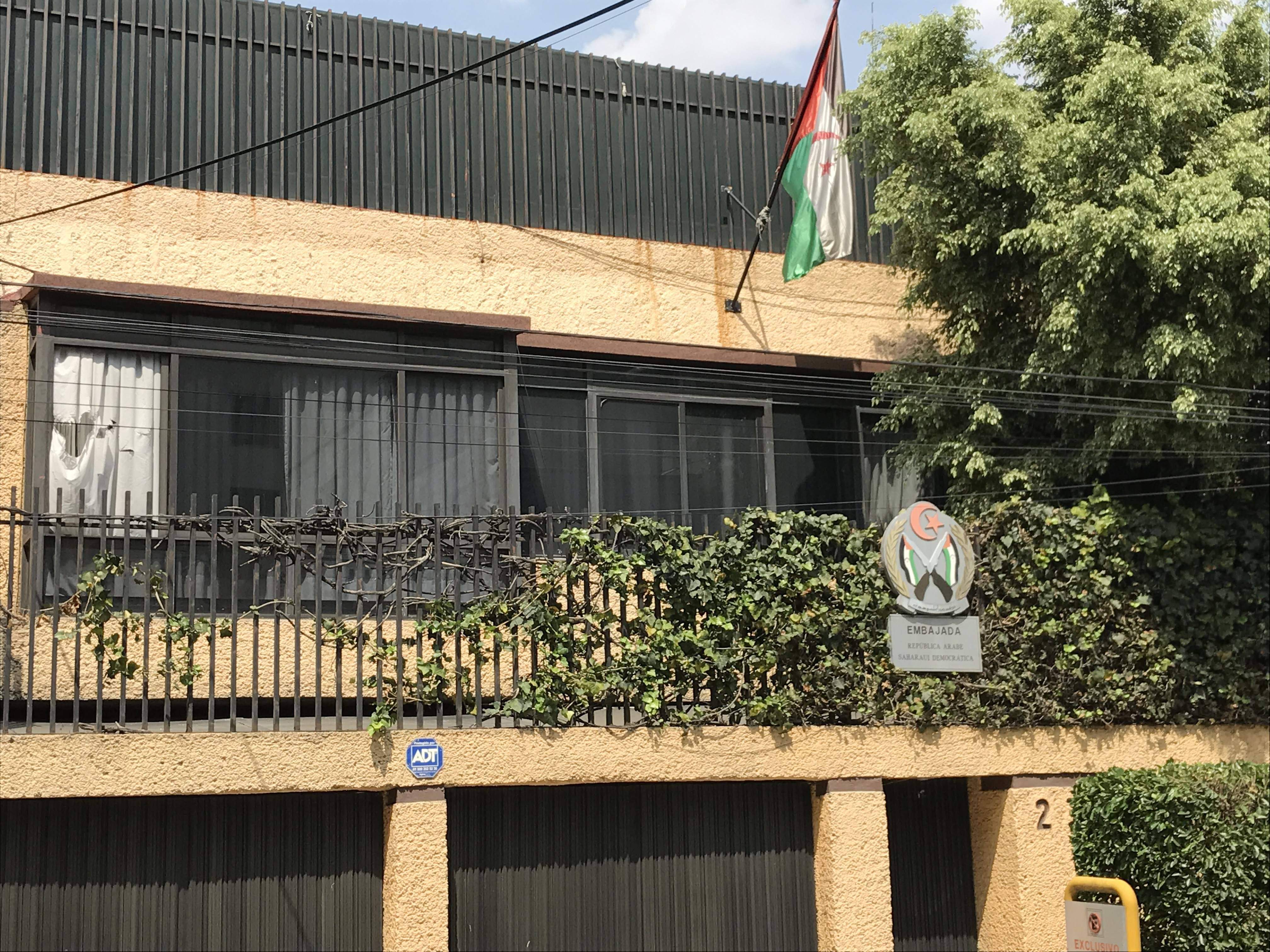
Embajada de la RASD en la Ciudad de México

## Misiones diplomáticas
- México está acreditado ante la República saharaui a través de su Misión Permanente ante las Naciones Unidas en Nueva York, Estados Unidos.[17]
- República Árabe Saharaui Democrática tiene una embajada en la Ciudad de México.[4]